# Hielo graso
El hielo graso es una capa muy delgada y espesa de cristales de hielo frazil agrupados, lo que hace que la superficie del océano se parezca a un derrame de petróleo. El hielo graso es la segunda etapa en la formación de hielo marino sólido después de los témpanos de hielo y luego el hielo frazil.

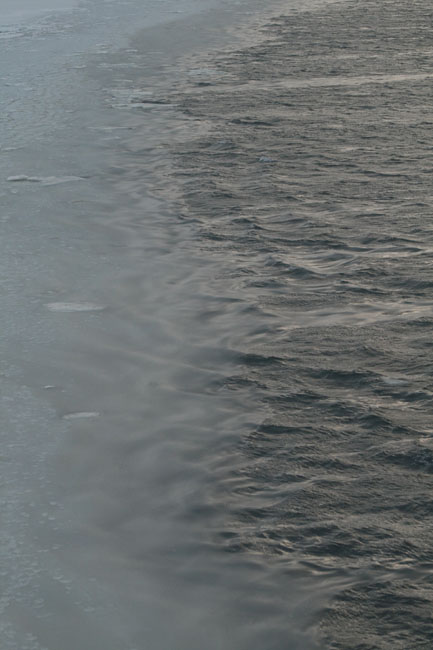
Hielo graso en el mar de Bering

La nueva formación de hielo marino tiene lugar durante el invierno en el Ártico. El primer hielo que se forma en una polinia son cristales de hielo sueltos llamados hielo frazil. Si el nivel de turbulencia es suficiente, el hielo frazil se mezclará con la capa superior y formará una capa superficial de hielo graso.
El término "hielo graso" sigue la nomenclatura de la Organización Meteorológica Mundial. El hielo graso difiere del "aguanieve", en el que el aguanieve se crea de forma similar por la nieve que cae en la capa superior de una cuenca oceánica, río o lago. Los dos términos están relacionados debido al proceso de soplado de cristales de hielo en una polinia que puede ser el inicio de la capa de hielo de grasa, dado un nivel mínimo de mezcla y enfriamiento de la superficie del océano.

## Formación
Cuando la superficie del agua comienza a perder calor rápidamente, el agua se enfría demasiado. La turbulencia, causada por fuertes vientos o el flujo de un río, mezclará el agua sobreenfriada en toda su profundidad. El agua sobreenfriada ya fomentará la formación de pequeños cristales de hielo (hielo frazil) y los cristales se mezclarán en la capa superior y formarán una capa superficial.
El crecimiento del hielo marino en aguas turbulentas difiere del crecimiento del hielo marino en aguas tranquilas. En agua turbulenta, los cristales de hielo se acumulan en la superficie, formando una capa de grasa y hielo compuesta de cristales de hielo individuales y pequeños grupos irregulares de cristales de hielo. En condiciones de aguas tranquilas, se forman nilas, una gruesa costra elástica en la superficie, que se espesa a medida que las moléculas de agua se congelan en la interfaz hielo-agua.